# (400074) 2006 SF209
(400074) 2006 SF209 es un asteroide perteneciente al cinturón de asteroides, descubierto el 26 de septiembre de 2006 por el equipo del Lincoln Near-Earth Asteroid Research desde el Laboratorio Lincoln, Socorro, Nuevo México.

## Designación y nombre
Designado provisionalmente como 2006 SF209.

## Características orbitales
2006 SF209 está situado a una distancia media del Sol de 2,659 ua, pudiendo alejarse hasta 3,436 ua y acercarse hasta 1,882 ua. Su excentricidad es 0,292 y la inclinación orbital 14,79 grados. Emplea 1584,31 días en completar una órbita alrededor del Sol.

## Características físicas
La magnitud absoluta de 2006 SF209 es 16,8. Tiene 2,634 km de diámetro y su albedo se estima en 0,064.